# Syrrhopodon japonicus
Syrrhopodon japonicus là một loài rêu trong họ Calymperaceae. Loài này được Besch. Broth. mô tả khoa học đầu tiên năm 1924.